# Morti nel 1996/Agosto
| Questa pagina contiene informazioni ricavate automaticamente dalle voci biografiche con l'ausilio del template Bio e di un bot. L'aggiornamento è periodico e automatico e ricostruisce completamente la pagina. Se manca una persona in questa lista, sei pregato di non aggiungerla, ma accertati piuttosto che la sua voce biografica contenga il template Bio e che i dati anagrafici siano correttamente compilati. Se il template Bio manca, inseriscilo tu stesso o, in alternativa, metti l'avviso {{tmp\|Bio}} che ne segnala la mancanza. Se i dati riportati sono sbagliati, correggi direttamente la voce biografica; le modifiche saranno visibili in questa lista entro pochi giorni. Per chiarimenti vedi il progetto biografie. La lista contiene solo le 116 persone che sono citate nell'enciclopedia e per le quali è stato implementato correttamente il template Bio. Pagina aggiornata al 26 giu 2025. |

- 1º agosto - Frida Boccara, cantante francese (n. 1940)
- 1º agosto - Pierre Lucien Claverie, vescovo cattolico francese (n. 1938)
- 1º agosto - Federico Umberto D'Amato, funzionario, poliziotto e agente segreto italiano (n. 1919)
- 1º agosto - Mohammed Farah Aidid, politico e generale somalo (n. 1934)
- 1º agosto - Zulfiya, scrittrice sovietica (n. 1915)
- 1º agosto - Tadeusz Reichstein, biochimico polacco (n. 1897)
- 1º agosto - Lucille Teasdale, medico canadese (n. 1929)
- 1º agosto - Franz Wenninger, pallanuotista austriaco (n. 1910)
- 2 agosto - James Joseph Byrne, arcivescovo cattolico statunitense (n. 1908)
- 2 agosto - Michel Debré, partigiano e politico francese (n. 1912)
- 2 agosto - Jimmy Glazzard, calciatore inglese (n. 1923)
- 2 agosto - Aleksandr Ėmmanuilovič Nudel'man, ingegnere sovietico (n. 1912)
- 2 agosto - Obdulio Varela, calciatore uruguaiano (n. 1917)
- 3 agosto - Guido Alberti, attore italiano (n. 1909)
- 3 agosto - Umberto Fedeli, cestista, allenatore di pallacanestro e arbitro di pallacanestro italiano (n. 1903)
- 3 agosto - Luciano Tajoli, cantante e attore italiano (n. 1920)
- 3 agosto - Roberto Tassi, storico dell'arte e critico d'arte italiano (n. 1921)
- 4 agosto - Kiyoshi Atsumi, attore giapponese (n. 1928)
- 4 agosto - Willard Brown, giocatore di baseball statunitense (n. 1915)
- 4 agosto - Aldo Cucinelli, politico italiano (n. 1922)
- 4 agosto - Mario Simoni, ciclista su strada italiano (n. 1911)
- 4 agosto - André Trochut, ciclista su strada francese (n. 1931)
- 5 agosto - Claudio Barigozzi, biologo e genetista italiano (n. 1909)
- 5 agosto - Roman Schnur, giurista tedesco (n. 1927)
- 6 agosto - Muhammad al-Badr, re yemenita (n. 1926)
- 6 agosto - Edilio Capotosti, pianista, compositore e direttore d'orchestra italiano (n. 1924)
- 6 agosto - Richard M. Goodwin, matematico e economista statunitense (n. 1913)
- 6 agosto - Lev Solomonovič Mirskij, regista sovietico (n. 1925)
- 6 agosto - Hernán Siles Zuazo, politico boliviano (n. 1914)
- 6 agosto - Remo Squillantini, pittore italiano (n. 1920)
- 6 agosto - Mathilde Weber, medico tedesco (n. 1909)
- 6 agosto - Emilio Zapico, pilota automobilistico spagnolo (n. 1944)
- 7 agosto - Ada Fighiera-Sikorska, esperantista polacca (n. 1929)
- 7 agosto - Krishanti Kumaraswamy, cingalese (n. 1977)
- 7 agosto - Fernando Lazzaroni, arbitro di calcio italiano (n. 1931)
- 7 agosto - Ambrosio Padilla, cestista, dirigente sportivo e politico filippino (n. 1910)
- 8 agosto - Michio Hoshino, fotografo giapponese (n. 1952)
- 8 agosto - Herbert Huncke, scrittore e poeta statunitense (n. 1915)
- 8 agosto - James McLamore, imprenditore statunitense (n. 1926)
- 8 agosto - Francesco Molinari Pradelli, direttore d'orchestra e collezionista d'arte italiano (n. 1911)
- 8 agosto - Nevill Francis Mott, fisico inglese (n. 1905)
- 8 agosto - Joseph Asajiro Satowaki, cardinale e arcivescovo cattolico giapponese (n. 1904)
- 8 agosto - Thomas Tymoczko, filosofo statunitense (n. 1943)
- 8 agosto - Osvaldo Velloso de Barros, calciatore brasiliano (n. 1908)
- 9 agosto - Tokiharu Abe, zoologo, ittiologo e erpetologo giapponese (n. 1911)
- 9 agosto - May Ayim, poetessa e attivista tedesca (n. 1960)
- 9 agosto - Lionel Emmett, hockeista su prato indiano (n. 1913)
- 9 agosto - Marisa Madieri, scrittrice italiana (n. 1938)
- 9 agosto - Frank Whittle, ingegnere e aviatore britannico (n. 1907)
- 10 agosto - Giuseppe Brighenti, politico, partigiano e sindacalista italiano (n. 1924)
- 10 agosto - Maria Pucci, politica italiana (n. 1919)
- 10 agosto - Derek Smith, cestista e allenatore di pallacanestro statunitense (n. 1961)
- 11 agosto - Abdulichat Umarovič Abbasov, ammiraglio sovietico (n. 1929)
- 11 agosto - Rafael Kubelík, compositore e direttore d'orchestra ceco (n. 1914)
- 11 agosto - Izidor Predan, giornalista, scrittore e poeta italiano (n. 1932)
- 11 agosto - Dave Ricketts, pistard e ciclista su strada britannico (n. 1920)
- 11 agosto - Baba Vanga, mistica bulgara (n. 1911)
- 12 agosto - Viktor Amazaspovič Ambarcumjan, astronomo e astrofisico armeno (n. 1908)
- 12 agosto - Mark Gruenwald, fumettista e curatore editoriale statunitense (n. 1953)
- 12 agosto - Rina Sara Virgillito, poetessa, saggista e traduttrice italiana (n. 1916)
- 12 agosto - Eugenio di Savoia-Genova, ammiraglio italiano (n. 1906)
- 13 agosto - Willi Heeks, pilota automobilistico tedesco (n. 1922)
- 13 agosto - David Tudor, pianista e compositore statunitense (n. 1926)
- 13 agosto - António de Spínola, generale e politico portoghese (n. 1910)
- 14 agosto - Sergiu Celibidache, direttore d'orchestra, compositore e insegnante rumeno (n. 1912)
- 14 agosto - Uzo Egonu, artista nigeriano (n. 1931)
- 14 agosto - Károly Honfi, scacchista ungherese (n. 1930)
- 14 agosto - Camilla Horn, attrice tedesca (n. 1903)
- 15 agosto - Svatopluk Schäfer, calciatore cecoslovacco (n. 1921)
- 15 agosto - Joe Seneca, attore e compositore statunitense (n. 1919)
- 15 agosto - Max Thurian, monaco cristiano svizzero (n. 1921)
- 16 agosto - Miles Goodman, compositore statunitense (n. 1949)
- 16 agosto - Carmine Mensorio, chirurgo e politico italiano (n. 1938)
- 16 agosto - Pino Rucher, chitarrista e arrangiatore italiano (n. 1924)
- 17 agosto - Catherine Shipe East, attivista statunitense (n. 1916)
- 18 agosto - Alfredo Varelli, attore italiano (n. 1914)
- 19 agosto - Tat'jana Mavrina, pittrice e illustratrice sovietica (n. 1902)
- 19 agosto - Guerrino Rossi, calciatore italiano (n. 1934)
- 20 agosto - Maria Occhipinti, attivista e scrittrice italiana (n. 1921)
- 20 agosto - Rio Reiser, cantante, musicista e attore tedesco (n. 1950)
- 20 agosto - Beverley Whitfield, nuotatrice australiana (n. 1954)
- 21 agosto - Caterina Picasso, brigatista italiana (n. 1907)
- 22 agosto - Tadashi Nakajima, aviatore e militare giapponese (n. 1910)
- 23 agosto - Lorenzo Bellomi, vescovo cattolico italiano (n. 1929)
- 23 agosto - Dale Hall, cestista, giocatore di football americano e allenatore di pallacanestro statunitense (n. 1924)
- 23 agosto - Øivind Holmsen, calciatore norvegese (n. 1912)
- 23 agosto - Berardo Lanciaprima, calciatore italiano (n. 1921)
- 23 agosto - Audrey Patterson, velocista statunitense (n. 1926)
- 24 agosto - Jean Aurel, sceneggiatore e regista francese (n. 1925)
- 24 agosto - Émile Noël, funzionario francese (n. 1922)
- 25 agosto - Sylvia Fisher, soprano australiano (n. 1910)
- 25 agosto - Reinhard Libuda, calciatore tedesco (n. 1943)
- 25 agosto - Salvatore Mastroieni, mezzofondista italiano (n. 1914)
- 25 agosto - Franco Minissi, architetto italiano (n. 1919)
- 26 agosto - Alejandro Agustín Lanusse, generale e politico argentino (n. 1918)
- 27 agosto - Vittoria Anticzarina Cavallo, operaia, antifascista e partigiana italiana (n. 1903)
- 27 agosto - Antonio Cederna, giornalista, ambientalista e politico italiano (n. 1921)
- 27 agosto - Martin Disler, pittore, scultore e poeta svizzero (n. 1949)
- 27 agosto - Akiji Kobayashi, attore giapponese (n. 1930)
- 27 agosto - Agnieszka Kotlarska, modella polacca (n. 1972)
- 27 agosto - Greg Morris, attore statunitense (n. 1933)
- 27 agosto - Julio Musimessi, calciatore argentino (n. 1923)
- 28 agosto - Edda Fagni, politica e sindacalista italiana (n. 1927)
- 28 agosto - José dos Santos Lopes, calciatore brasiliano (n. 1910)
- 29 agosto - Angelo Lombardi, conduttore televisivo italiano (n. 1910)
- 29 agosto - Roberta Serradimigni, cestista italiana (n. 1964)
- 30 agosto - Laura Adani, attrice italiana (n. 1913)
- 30 agosto - Alfredo B. Crevenna, regista e sceneggiatore messicano (n. 1914)
- 30 agosto - Dunc Gray, pistard australiano (n. 1906)
- 30 agosto - Cordell Hickman, attore statunitense (n. 1932)
- 30 agosto - José Toribio Merino, ammiraglio e politico cileno (n. 1915)
- 30 agosto - Josef Müller-Brockmann, designer svizzero (n. 1914)
- 30 agosto - Christine Pascal, attrice, regista e scrittrice francese (n. 1953)
- 30 agosto - José Sacía, calciatore e allenatore di calcio uruguaiano (n. 1933)
- 30 agosto - Goliarda Sapienza, scrittrice, attrice e partigiana italiana (n. 1924)
- 31 agosto - Ljuba Welitsch, attrice e soprano bulgara (n. 1913)